# Яо Чень
Яо Чень (кит.: 姚晨; 5 жовтня 1979, Шіші) — китайська акторка театру та кіно, модель та блогерка. Почесна керівниця Управління Верховного комісара ООН у справах біженців, перша з громадян КНР у цій організації.

## Життєпис
Народилася у 1979 році у місті Шіші (провінція Фуцзянь). Спочатку навчалася у середній школі у рідному місті. З 1993 по 1997 року навчалася у Пекінській академії танцю, де освоювала народні танці. З 1999 по 2003 року навчалася у Пекінській кіноакадемії. 
У 2005 році стала зіркою кіно, виконавши головну жіночу роль у телефільмі «Легенда про бойові мистецтва» (в англійському варіанті «Мій власний мечник»). Її героїня — войовниця Гу Фужунь. Гра Яо Чень у цьому фільмі вирізнялася віртуозністю і тонкістю, особливо запам'яталася іронічна усмішка. У 2008 році знялася у фільмі «Таємний», де грала очільницю партизан.
Наступний зліт пов'язаний з роллю в серіалі «Скритність» у 2009 році, де вона втілила сільську дівчину, що стала розвідницею. Ця роль прославила акторку, і вона стала зніматися для багатьох журналів як фотомодель. В історії залишиться її знімок з Карлом Лагерфельдом у Парижі. У 2010 році переможниця китайської премії «Золотий орел» у номінації найкраща акторка.
При цьому акторка трималася осторонь від модних тусовок. У липні 2011 році вона відкрила власний блог, де скаржилася на сімейні труднощі, дуже скоро, проте, ця інформація була видалена з блогу. Вона заявила, що не хотіла, щоб звичайні люди думали, що сімейні труднощі у зірок вирішуються легко тому, що вони зірки. На китайському сервері мікроблогів Sina Weibo у неї 21 млн шанувальників.
У 2010 році Яо Чень обрана почесною керівницею Управління Верховного комісара ООН у справах біженців (UNHCR) у Китаї. Вона стала першою з громадян КНР у цій організації. У червні 2011 році вона заявила про намір підписати довічний контракт з UNHCR.

## Родина
У 2004 році одружилася з актором Лінь Сяосу, на початку 2011 розлучилася. 17 листопада 2012 одружилася з кінематографістом Цао Юєм.